# Hooters Air
Hooters Air — колишня американська авіакомпанія зі штаб-квартирою в місті Мертл-Біч. Існувала з 2003 по 2006 рік. Фактичним перевізником, який виконував рейси під цим брендом, була розташована у Вінстон-Сейлемі авіакомпанія Pace Airlines. Відповідно до положень міністерства транспорту США, рейси виконувались або як публічні чартери під власним ІАТА-кодом (H1), або як приватні чартери під кодом Pace Airlines (Y5)[джерело?].

## Історія
Авіакомпанія була заснована в 2003 році. Для цього власник мережі бресторанів «Hooters» Роберт Брукс придбав чартерну авіакомпанію Pace Airlines. Виконання пасажирських рейсів почалося 6 березня 2003 року, фактичним перевізником була Pace Airlines. Діяльність Hooters Air Брукс розглядав у першу чергу як рекламну кампанію для ресторанної мережі, авіакомпанію іноді називали «літаючим білбордом».

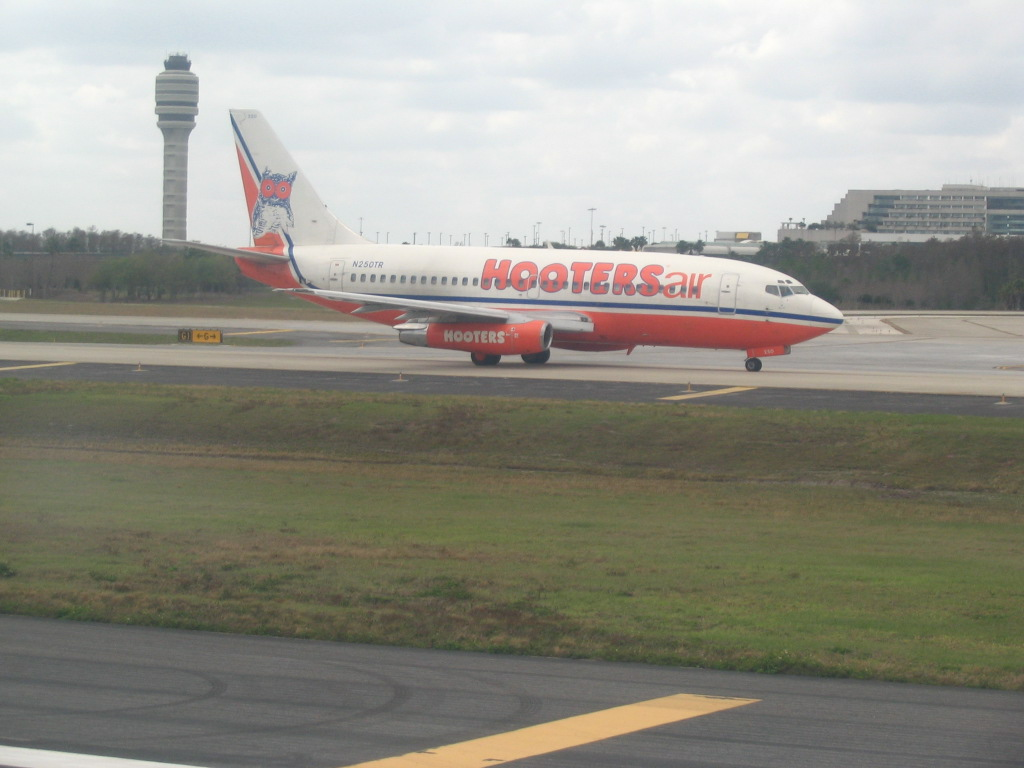
Boeing 737-200 компанії Hooters Air на пероні міжнародного аеропорту Орландо

Hooters Air рекламувала безпосадочні перельоти на більшості маршрутів. Однією з головних цільових груп були професійні гравці та любителі гольфу (Мертл-Біч відомий своїми великими і добре обладнаними полями, на яких проводяться різні чемпіонати з цього виду спорту). Ціни на квитки починалися від 129 доларів США в один кінець.
Крім репрезентації мережі ресторанів, Hooters Air також прагнула виділитись особливим сервісом на борту. На кожному рейсі крім звичайних сертифікованих стюардес у традиційній консервативній уніформі, що відповідали за безпеку і обслуговування пасажирів, завжди були присутні 2 дівчини, одягнені як офіціантки мережі (облягаючі короткі шорти і топік). В їх обов’язки входило розважати пасажирів різними конкурсами. Хоча компанія і рекламувалася як лоукостер, крок крісел становив 86 сантиметрів, що було більше, ніж у інших бюджетних перевізників; для підтримки іміджу зручної для гольфістів компанії це рекламувалося як «club class».
Літаки Hooters Air офарблювалися у фірмові помаранчеві і білі кольори, а на вертикальний стабілізатор наносився логотип у вигляді сови; сидіння були оббиті темно-синьою або чорною шкірою. У той час як багато авіакомпаній урізали список безкоштовних послуг, Hooters Air надавав безкоштовне харчування на всіх рейсах тривалістю більше однієї години[джерело?].
Компанія принесла додатковий дохід у невеликі аеропорти, з яких виконувалися рейси, а також дуже хороший дохід місту Мертл-Біч, яке було її основним напрямком. 8 грудня 2005 року Hooters Air оголосила про припинення польотів у Рокфорд у зв’язку з тим, що за угодою з аеропортом на маршрут Рокфорд—Денвер прийшла конкуруюча авіакомпанія United Airlines.
Останній регулярний рейс Hooters Air було здійснено 9 січня 2006 року. Приватні чартери продовжували виконуватися до 17 квітня, після чого було оголошено про припинення діяльності та повернення грошей за вже продані квитки. Головною причиною ліквідації авіапідприємства було названо вартість палива, що сильно зросла після ураганів Катріна і Ріта.
Загальний збиток від діяльності авіакомпанії за деякими оцінками склав 40 мільйонів доларів.

## Флот
Станом на 2006 рік авіапарк компанії складався з кількох літаків Boeing 737 і одного Boeing 757. Реєстраційні номери деяких бортів були спеціально обрані таким чином, щоб закінчуватися на «0WL», що було відсиланням до сови Хуті (англ. owl — сова), маскоту компанії.
| Тип літака     | Кількість | Рік введення | Рік виводу | Бортові номери                 | Фотографія |
| -------------- | --------- | ------------ | ---------- | ------------------------------ | ---------- |
| Boeing 737-200 | 2         | 2003         | 2006       | N250TR, N252TR                 |            |
| Boeing 737-300 | 4         | 2003         | 2006       | N371PA, N370WL, N380WL, N390WL |            |
| Boeing 757-200 | 1         | 2003         | 2006       | N750WL                         |            |

## Пункти призначення
Основним аеропортом був Мертл-Біч, більшість рейсів зв’язували цей аеропорт з іншими містами США. Звідти ж можна було полетіти на Багами і Пуерто-Рико. Другим за кількістю рейсів був розташований у Пенсільванії Аллентаун-Бетлегем-Істон, літаки звідти літали на різні популярні курорти Флориди. Рейси з Лас-Вегаса і Денвера літали до Мертл-Біч з проміжною посадкою.
| Місто                     | Країна      | Аеропорт                             |
| ------------------------- | ----------- | ------------------------------------ |
| Аллентаун                 | США         | Аллентаун-Бетлегем-Істон             |
| Атланта                   | США         | Гартсфілд-Джексон                    |
| Балтимор                  | США         | Балтимор-Вашингтон                   |
| Гэрі                      | США         | Гері-Чикаго                          |
| Денвер                    | США         | Денвер                               |
| Колумбус                  | США         | Рікенбакер                           |
| Лас-Вегас                 | США         | Мак-Карран                           |
| Мертл-Біч                 | США         | Мертл-Біч                            |
| Нассау                    | Багами      | Аеропорт імені Ліндена Піндлінга     |
| Ньюарк                    | США         | Ліберті                              |
| Орландо                   | США         | Сенфорд (до 26.03.2006)              |
| Піттсбург                 | США         | Піттсбург                            |
| Рокфорд                   | США         | Норсвест-Чикаголенд                  |
| Сан-Хуан                  | Пуерто-Рико | Кароліна                             |
| Сент-Пітерсбург/Клірвотер | США         | Сент-Пітерсбург-Кліруотер            |
| Талса                     | США         | Талса                                |
| Уілкс-Барре/Скрентон      | США         | Уілкс-Барре-Скрентон (до 26.03.2006) |
| Форт-Лодердейл            | США         | Форт-Лодердейл/Голлівуд              |
| Форт-Маєрс                | США         | Саусвест-Флорида                     |
| Хьюстон                   | США         | Х’юстон Інтерконтинентал             |

## У популярній культурі
- Компанія згадувалася Ларрі-кабельником у його комедійному альбомі 2005 року «The Right to Bare Arms». За словами коміка, він отримав там 80 000 миль частозбудженого пасажира (англ. got 80,000 frequent boner miles), а стюардеса зняла шорти, коли він запитав її, де знаходиться кабіна (гра слів «cockpit» (кабіна пілотів) і «cock pit», що можна перекласти як «поглиблення для члена»). Він також сказав, що це був єдиний рейс, де він спеціально забронював місце біля проходу і пристрасно бажав, щоб літак потрапив у турбулентність.
- У лютому 2018 року Business Insider опублікував на своєму Youtube-каналі присвячене компанії відео «Зліт і падіння „Hooters Air“». За тиждень з моменту публікації ролик отримав близько 449 000 переглядів.[10]